# Correggio
|  | Per a altres significats, vegeu «Correggio (desambiguació)». |

Els Correggio foren una família feudal italiana que va exercir sobirania sobre la senyoria de Parma i sobre la de Correggio, així com altres senyories menors i va exercir el govern a molts altres llocs com "podestà" o capitans.
El seu origen fou el cavaller Guido, llombard, al servei dels Canossa. El seu fill Frogerio fou el primer senyor sobirà de Correggio per donació dels Canossa. Va construir La Rocca que el 1009 va donar a l'església de San Nicola di Correggio. Posseïa també Ramoscello i Sorbara per la seva dona Valdrada, filla del marques Odó. Va morir abans del 1029 i va deixar dos fills: Guido I senyor de Correggio, Ramoscello i Sorbara, que va morir sense fills passat el 1038; i Gherardo I, el seu successor, assessor de la comtessa Matilde de Canossa (vers 1076) i mort vers el 1080. Gherardo va deixar una filla, Agelburga, i un fill, Alberto, que fou senyor de Correggio vers el 1080, i que va deixar a la seva mort un fill, Gherardo II, senyor i comte (títol personal del que no sap l'origen) de Correggio. Encara vivia el 1109 i va deixar un fill, Matteo I, senyor de Correggio. A la seva mort abans del 1141, va deixar dos fills: el petit Corrado, i el gran, Gherardo III, senyor de Correggio, que ja exercia el 1141 quan va comprar la terra i el castell de Campagnola a Palmerio d'Albricone, el 1143 va comprar Corte Mantovana, Bosco dell'Argine i part de Corte Nova a la ciutat de Reggio, i el 1150 va comprar el castell de Montanara; en una data no coneguda va rebre Castelnuovo di Sotto com a feu del bisbe de Parma. Va morir a la segona meitat del segle xii i va deixar quatre fills:
- Alberto II, senyor sobirà de Correggio, senyor de Campagnola, Corte Mantovana, Bosco dell'Argine, Castelnuovo di Sotto, Montanara i part de Corte Nova. El 1173, junt amb Gherardo IV va donar a l'església dels Sants Quirino i Michele de Correggio Cap de la línia d'Alberto II da Correggio
- Nom no registrat, senyor sobirà de Correggio, senyor de Campagnola, Corte Mantovana, Bosco dell'Argine, Castelnuovo di Sotto, Montanara i part de Corte Nova.
- Gherardo IV, senyor sobirà de Correggio, senyor de Campagnola, Corte Mantovana, Bosco dell'Argine, Castelnuovo di Sotto, Montanara i part de Corte Nova, Podestà de Modena el 1203, el 1173, junt amb Alberto II va donar a l'església dels Sants Quirino i Michele de Correggio. Cap de la línia de Gherardo IV.
- Beatrice, monja benedictina, abadessa del Monestir de San Tommaso Apostolo de Reggio (morta passat el 1190)

## Línia d'Alberto II da Correggio
Alberto fou el pare de quatre fills:
- el petit, Tommasso que va rebre la investidura de Castelnuovo di Sotto del bisbe de Parma i fou podestà de Ravenna el 1227
- El tercer Albert, mort passat el 1189
- el segon Frogerio, que va deixar dos fills: Guidotto, bisbe electe de Mantua consagrat el 2 de desembre de 1231, canonge de la catedral de Bolonya el 1224, assassinat al monestir de Sant'Andrea de Mantua per Uguccione de Altofoglia el 17 de maig de 1233; i Sofia.
- i el fill gran, Matteo II, senyor sobirà de Correggio, senyor de Campagnola, Corte Mantovana, Bosco dell'Argine, Castelnuovo di Sotto, Montanara i part de Corte Nova, que el 1215 va rebre el feu de Castelnuovo di Sotto del Bisbe de Parma; fou patrici de Parma, podestà de Bolonya (1196, 1197 i 1213), podestà de Parma (1203), de Pisa (1208), de Cremona (1210), de Modena (1216), de Verona (1217) i de Pavia (1220). Va dirigir una ambaixada de Parma a l'emperador el 1219. Va morir passat el 1220 i va deixar un fill, Frogerio II, senyor sobirà de Correggio, senyor de Campagnola, Corte Mantovana, Bosco dell'Argine, Castelnuovo di Sotto, Montanara i part de Corte Nova, patrici de Parma, podestà de Modena el 1211 i 1216, podestà de Ravenna el 1214. Va morir abans de la meitat del segle xiii i va deixar un fill, Giberto II, senyor sobirà de Correggio, senyor de Campagnola, Corte Mantovana, Bosco dell'Argine, Castelnuovo di Sotto, Montanara i part de Corte Nova, patrici de Parma, mort vers la meitat del segle xiii, que va deixar vuit fills:
  - Guido III, senyor sobirà de Correggio, senyor de Campagnola, Corte Mantovana, Bosco dell'Argine, Castelnuovo di Sotto, Montanara i part de Corte Nova, patrici de Parma, podestà de Mantua el 1239 i el 1242, podestà de Faenza el 1252, podestà d'Orvieto el 1257 i podestà de Lucca el 1260. Va deixar només un fill de nom Jacopo, patrici de Parma.
  - Jacopino I, senyor sobirà de Correggio, senyor de Campagnola, Corte Mantovana, Bosco dell'Argine, Castelnuovo di Sotto, Montanara i part de Corte Nova, i patrici de Parma. Va deixar només un fill, Ungardo, que fou igualment senyor sobirà de Correggio, senyor de Campagnola, Corte Mantovana, Bosco dell'Argine, Castelnuovo di Sotto, Montanara i part de Corte Nova, patrici de Parma, que fou també podestà de Pistoia el 1286, de Siena el 1298, i de Florència el 1299, i capità de la Taglia a Florència el 1300. Fou assassinat a Parma per Pinuccio de Senaza el 1303.
  - Matteo IV, senyor sobirà de Correggio, senyor de Campagnola, Corte Mantovana, Bosco dell'Argine, Castelnuovo di Sotto, Montanara i part de Corte Nova, patrici de Parma, que fou podestà de Treviso el 1270.
  - Cavalca, senyor sobirà de Correggio, senyor de Campagnola, Corte Mantovana, Bosco dell'Argine, Castelnuovo di Sotto, Montanara i part de Corte Nova, i patrici de Parma.
  - Guidotto, senyor sobirà de Correggio, senyor de Campagnola, Corte Mantovana, Bosco dell'Argine, Castelnuovo di Sotto, Montanara i part de Corte Nova, i patrici de Parma. Va deixar dos fills: el primer, de nom Gherardino, que el 1260 va actuar com a testimoni en un tractat i fou el pare de Bartolomea que es va casar el 1326 amb Matteo Bojardo, Consenyor de Rubiera i Patrici de Reggio; i el segon, Bartolomeo, senyor sobirà de Correggio, senyor de Campagnola, Corte Mantovana, Bosco dell'Argine, Castelnuovo di Sotto, Montanara i part de Corte Nova, patrici de Parma, que també vivia el 1260, ja que fou testimoni en el mateix tractat que son germà.
  - Guglielmo I, senyor sobirà de Correggio, senyor de Campagnola, Corte Mantovana, Bosco dell'Argine, Castelnuovo di Sotto, Montanara i part de Corte Nova, patrici de Parma. Va deixar un fill de nom Bernardo que fou senyor sobirà de Correggio, senyor de Campagnola, Corte Mantovana, Bosco dell'Argine, Castelnuovo di Sotto, Montanara i part de Corte Nova i patrici de Parma; el 1281 va reconèixer el feu del bisbe de Trent per Castelnuovo di Sotto. Bernardo va deixar dos fills: Guglielmo II, senyor sobirà de Correggio, senyor de Campagnola, Corte Mantovana, Bosco dell'Argine, Castelnuovo di Sotto, Montanara i part de Corte Nova, i patrici de Parma, que el 1297 va cedir al seu besoncle Corrado di Obizzo, la seva part indivisa del domini de Correggio; i Ettore, senyor sobirà de Correggio, senyor de Campagnola, Corte Mantovana, Bosco dell'Argine, Castelnuovo di Sotto, Montanara i part de Corte Nova, i patrici de Parma, que el 1297 va cedir també al seu besoncle Corrado di Obizzo, la seva part indivisa del domini de Correggio
  - Obizzo, senyor sobirà de Correggio, senyor de Campagnola, Corte Mantovana, Bosco dell'Argine, Castelnuovo di Sotto, Montanara i part de Corte Nova, i patrici de Parma. Va deixar només un fill, Corrado que fou igualment senyor sobirà Correggio, senyor de Campagnola, Corte Mantovana, Bosco dell'Argine, Castelnuovo di Sotto, Montanara i part de Corte Nova, i patrici de Parma, i fou podestà de Piacenza el 1304.
  - Gherardo, fou canònic de la catedral de Reggio des del 1283.

## Línia de Gherardo IV da Correggio
Gherardo IV, mort després del 1203, va deixar un sol fill, Giberto I, senyor sobirà de Correggio, senyor de Campagnola, Corte Mantovana, Bosco dell'Argine, Castelnuovo di Sotto, Montanara i part de Corte Nova, que el 1197 va actuar com a àrbitre en una disputa a Campagnola i va morir el segle xiii deixant tres fills: Gherardo V, Roberto (administrador de l'església dels Sants Michele i Quirino de Correggio des del 1240) i un tercer de nom i circumstàncies desconegudes que fou pare d'Obizzo, Podestà de Reggio el 1241 i pare al seu torn de Corrado, Podestà de Reggio el 1293, i de Florida, casada amb Roberto III di Collalto, comte de Treviso i Collalto.
Gherardo V conegut com a Dentibus, fou senyor sobirà de Correggio, senyor de Campagnola, Corte Mantovana, Bosco dell'Argine, Castelnuovo di Sotto, Montanara i part de Corte Nova, i patrici de Parma; fou podestà de Modena el 1236, de Parma el 1238 i el 1247, de Reggio el 1240 i de Gènova el 1250 i fou un dels principals caps dels güelfs a Llombardia. Va fer testament el 1257 i devia morir poc després. Es va casar amb Adelàsia Rossi (filla de Sigifredo Rossi senyor de Gazzano) amb la que va tenir quatre fills: Guido II, Matteo III, una de nom desconegut, i Beatrice. Del primer parlarem seguidament; de la de nom desconegut només se sap que es va casar amb el comte Simone de Casaloldo; Beatrice fou monja benedictina i abadessa del Monestir di San Tommaso di Reggio com una altra Beatrice de dos segles enrere; Mateu III fou senyor sobirà de Correggio, senyor de Campagnola, Corte Mantovana, Bosco dell'Argine, Castelnuovo di Sotto, Montanara i part de Corte Nova, i patrici de Parma, podestà de Piacenza (1250), Florència (1257), Pàdua (1258, 1263 i 1269), Bolonya (1261 i 1282), Treviso (1265 i 1266), Mantua (1269), Cremona (1272), Modena (1274 i 1283), Perusa (1278), Pistoia (1286) i Reggio (1288), i capità del poble de Padua (1279) i ambaixador de Parma davant el Papa el 1279 i el 1282. Va deixar un fill bastard, Jacopino, pare de Matteo, senyor del castell de San Quirico, que va vendre aquest castell al seu cosí prim Gianfranco I Cagnolo da Correggio el 1346; des el 1315 va trencar la tradició familiar i fou del partit gibelí i va introduir una guarnició estrangera al seu castell fins que fou assetiat pels parmesans i es va sotmetre a canvi de diners; fou poeta de baixa qualitat però és esmentat per Ireneo Affò a la Memorie degli Scrittori e Letterati Parmigiani (Parma finals del segle xviii).
L'altre fill que resta, Guido II, fou senyor sobirà de Correggio, senyor de Campagnola, Corte Mantovana, Bosco dell'Argine, Castelnuovo di Sotto, Montanara i part de Corte Nova. El 1264 i el 1267 va fer unes convencions amb les comunes (en las que van participar altres senyors indivisos) i va cedir Campagnola, Bosco dell'Argine, Corte Mantovana i Corte Nova a canvi del castell de Fosdondo, Camporotondo i Castel degli Orsi; el 1298 va comprar a Lombardino della Gente el castell de Campegine. Fou també patrici de Parma, i podestà de Gènova el 1268, de Bolonya el 1270, Capità del Poble de Florència el 1277 i a Modena el 1283, podestà de Mantua el 1283, a Modena el 1284, capità general de l'exèrcit de Parma el 1285. Va morir a Parma el 15 de gener de 1299. Estava casat amb Mabìlia della Gente, d'una família patrícia de Reggio. Va deixar set fills: Giberto III, Matteo V, Biacquino (Patrici de Parma), Lezarda (casada amb un patrici de Parma amb dispensa Papal) i tres noies més de nom desconegut dels que la primera, una dona, estava casada amb un patrici de Cremona, la segona a Franceschino Malaspina marquès de Mulazzo i senyor de Bossa Nova a Sardenya, i vicari imperial de Parma, i la tercera amb Pinamonti Bonacolsi, senyor de Mantua.
Matteo V, fou senyor sobirà Correggio, senyor de Castelnuovo di Sotto, Fosdondo, Camporotondo, Castel degli Orsi, Montanara i Campegine; el 1305 va rebre d'Azzo d'Este la investidura del feu de Casaloffia. Fou també patrici de Parma, i podestà de Reggio el 1306; el 1323 fou readmès a Parma, on el bàndol derrotat quan era dirigit pel seu germà Giberto III Correggio, combatia ara per Matteo V i pel partit güelf, amb diversos canvis de sort (fou derrotat a Crovara el 1307 però fou victoriós a Dossolo el 1312). Es va casar amb Agnese Fogliani, filla de Matteo Fogliani, senyor de Querzola, però no va tenir descendència.
Giberto III fou l'únic dels homes que va tenir descendència. El 1299 fou senyor sobirà de Correggio, senyor de Castelnuovo di Sotto, Fosdondo, Camporotondo, Castel degli Orsi, Montanara i Campegine. El 1303 fou senyor de Parma amb el títol de "Defensor de la República i conservador de la pau", però fou expulsat el 1308. El 1304 fou proclamat senyor sobirà de Piacenza però en fou expulsat al cap de poc; va recuperar el poder a Parma i el va ocupar a Cremona el 1312 amb el títol de "podestà dels mercaders" i amb suport dels güelfs però fou enderrocat pels parmesans i els de Cremona que van donar la senyoria al rei Robert de Nàpols; el 1316 va tornar a dominar Cremona però la va perdre al cap de poc. El 1304 va rebre de la comuna de Reggio els feus de Campagnola, Fabbrico, Bodollo i Bosco dell'Argine a canvi d'un tribut anyal; el 1311 va rebre la investidura imperial del feu de Guastalla i Colorno. Fou també patrici de Parma; el 1310 l'emperador el va fer cavaller: fou vicari imperial de Reggio (1311-1312), capità general de Parma, Cremona i de la Lliga Güelfa de Llombardia des el 1314 i confirmat el 1319 en el darrer càrrec; fou vicari de Pontremoli des el 1319. Estava casat en primeres noces amb Elena Malaspina, filla de Morello Malaspina marquès de Mulazzo; en segones noces amb una princesa dels Caminesi o Da Camino, probablement filla de Rizardo IV Caminesi, comte de Ceneda i Sopra i senyor de Treviso, Belluno i Feltre; en terceres noces amb Elena di Langosco filla de Filippone di Langosco, comte Palatí imperial de Lomello i Langosco, senyor de Pavia i Vercelli; i en quartes i darreres noces amb Engelenda (coneguda per Maddalena) Rossi. Va morir a Castelnuovo di Sotto el 25 de juliol de 1321. va deixar dotze fills: 
- Simone, fill de la primera muller, fou senyor sobirà de Correggio, senyor de Castelnuovo di Sotto, Fosdondo, Camporotondo, Castel degli Orsi, Montanara, Campegine, Campagnola, Fabbrico, Bodollo, Bosco dell'Argine, Guastalla i Colorno; fou també senyor de Brescello del 1326 al 1332 i al gener del 1334. El 1326 va rebre la investidura dels feus de Luzzara, Reggiolo, Suzzara, Borgoforte e San Benedetto Po del cardenal del Poggetto, però va haver de cedir aquest feus al Papa el 1327. Fou patrici de Parma, capità de l'exèrcit del cardenal llegat Poggetto (des el novembre de 1322), va combatre pels Della Scala o Scaligeri el 1324 i el 1328 i fou capità dels seus exèrcits contra l'emperador i el Papa des el 1334. Es va casar dues vegades, la primera amb Cancelliera Maggi, filla de Matteo Maggi, senyor de Brèscia; i la segona amb Beatrice della Torre, senyora del feu de Santa Maria a Dalmàcia, filla de Francesco della Torre, governador d'Ístria. Va morir el 1344 i va deixar tres fills: Gianfrancesco, anomenat Cagnolo,

Jacopina (repudiada pel seu espòs Ubertino I da Carrara senyor de Padua per haver estat violada per Alberto della Scala, i que va morir el 1345), i Antònia (morta després del 1389).
Gianfrancesco I anomenat Cagnolo fou senyor de Gualtieri el 1345 i va comprar després San Quirico a Matteo da Correggio (1346). Es va apoderar de Correggio el 1371 però ràpidament en fou expulsat pels Visconti. Fou patrici de Parma, cavaller del rei Lluís d'Hongria (desembre del 1347), Capità de l'exèrcit dels Este (1344 i 1347-1358), capità de l'exèrcit dels Visconti (1358-1371). Va morir el 1375. Estava casat amb Bartolomea Ubaldini, filla del comte Vanni Ubaldini senyor de Susinana. Va deixar quatre fills: Ludovico (que va cedir la seva quota indivisa de Correggio al seu parent Giberto da Correggio), Beatrice (morta després del 1389), Taddea (casada amb un noble de Vicenza i morta a Parma el 1410), i Corradina (casada amb el senyor d'Avio, morta després del 1373).
- Guido IV, també fill de la primera muller, fou conegut com el Comte de Correggio (Comti di Correggio) i després el Príncep de Correggio (Principi di Correggio) i va morir el 1445. Inicia la línia de Guido IV da Correggio origen dels comtes imperials de Correggio. Vegeu Comtat de Correggio.
- Beatrice, filla de la primera muller, casada amb Giacomo Rossi, després amb Alboino I della Scala, senyor de Verona, i finalment amb Galasso I Pio, senyor de Carpi
- Antònia, filla de la primera muller, morta passat el 1323, casada el 1303 amb Gian Quirico Sanvitale, senyor de Parma, i després amb Maghinardo Ubaldini, senyor de Palazzuolo sul Senio
- Vannina, filla de la primera muller, casada el 1305 amb Francesco di Rinaldo Bonacolsi, Capità Perpetu de Modena.
- Azzo, nascut el 1303 i fill de la segona dona, fou senyor sobirà de Parma proclamat el 21 de maig de 1341 (associat al germans), va vendre secretament la ciutat a Obizzo d'Este l'octubre del 1344 per 60.000 florins; fou prepòsit de Borgo San Donnino des el 1318, canònic de la catedral des de vers el 1325, coadjutor de la diòcesi de Verona amb dret a successió des el novembre del 1331, va obtenir dispensa de les ordres eclesiàstiques el 1339 i fou proclamat senyor sobirà de Correggio, senyor de Castelnuovo di Sotto, Fosdondo, Camporotondo, Castel degli Orsi, Montanara, Campegine, Campagnola, Fabbrico, Bodollo, Bosco dell'Argine, Guastalla i Colorno; va perdre Correggio, Guastalla i Brescello per obra de son germà Guido el 1344, i fou privat de Castelnuovo si Sotto per Guido el gener del 1345; fou investit de Berceto i Guardasone el juliol de 1335; fou senyor de Castrignano des el setembre de 1339, fins que el va perdre el 1358 per una sentència que l'assignava al bisbe de Parma; privat del feu de Parma el 1345, va obtenir dels Visconti la restitució de Guardasone i Colorno, als que es van afegir Castelnuovo dei Monti, Sassatella, Gombio, Rossena i Scalocchio el setembre del 1357. Fou capità de l'exèrcit pontifici i governador pontifici de Borgo San Donnino des el 1326, Capità de l'exèrcit dels Scaligeri des el 1336, Vicari de Lucca pels Scaligeri des el juny del 1337, Governador de Parma pels Scaligeri des el setembre del 1339, Governador de Verona el febrer de 1354 on va intentar prendre el poder de la ciutat amb l'ajut dels Scaligeri però va fracassar i va haver de fugir cap a Ferrara, Mantua i Milà on es va establir; fou amic de Petrarca. Va morir a Milà el 1367. Es va casar a Mantua el febrer de 1340 amb Tommasina Gonzaga, filla de Guido I Gonzaga, senyor de Mantua. Va deixar vuit fills: Giberto, senyor de Guardasone, Colorno, Castelnuovo dei Monti, Sassatella, Gombio, Rossena i Scalocchio, Patrici de Parma i Podestà de Milà el 1372 que va morir a Guardasone el 19 d'abril del 1402; Ludivico, patrici de Parma i capità de l'exèrcit dels Visconti que va morir en una batalla a Caprino Bergamasco el 17 d'agost de 1373; el tercer, del que no es coneix el nom i se sap només que fou patrici de Parma i va morir a la presó a Verona el 1354; Antonio, Patrici de Parma i capità de l'exèrcit dels Visconti que va morir a la mateixa batalla de Caprino Bergamasco el 1373; Orsola; Elisabeta; Taddea i Giacoma.
- Giovanni, fill de la quarta dona, senyor de part de Correggio, el 1344 va ocupar Castelnuovo di Sotto però en fou expulsat per son germà Guido IV. L'emperador li va donar la investidura del feu de Guastalla el 1347 però no el va poder ocupar. Fou patrici de Parma i capità al servei dels Visconti. Fou fet presoner a la batalla de Solara el 1363 i no se sap quan va morir. Va deixar un fill, Antonio, que va cedir la seva part indivisa de Correggio al seu parent Guido i fou senyor de Torre del Taro des el 1389 però en fou privat pels Visconti el 1397. Fou armat cavaller per Bernabé Visconti el 1378; va fundar juntament amb Alberico da Barbiano la companyia d'aventurers de San Giorgio (octubre del 1378) i fou capità de l'exèrcit de la República de Venècia des el desembre del 1378; va passar més tard al servei de Perusa (1379). Alguns el fan morir a Assís el 1379 però podria tractar-se d'un altre personatge (en tot cas després del 1379 ja no se'n tenen més notícies). La seva filla Francesca vivia a Foumana el 1410 i el 1435 fou exiliada a Forli on va morir (es va casar amb Giovanni Ordelaffi, de la família senyorial de Forli i patrici venet i senador de Siena
- Beatrice Juniore, filla de la quarta dona, casada amb el comte palatí Giacomo Pepoli, senyor de Bolonya
- Donella, filla de la quarta dona, casada el 1319 amb Giovanni Fieschi, comte de Lavagna i Patrici de Gènova
- Vannina Juniore, morta després del 1320
- Elisabeta, morta després del 1320
- Lombardino (fill bastard), el 1306 va acompanyar a la germana Beatrice a Verona i es va establir a la cort dels Scaligeri, i governà de Serravalle d'Adige pels Scaligeri des el 1377 i va combatre els Collato, enemics dels seus senyors, als que va derrotar. Es va casar amb una dama veronesa i va deixar una filla, Francesca, casada amb un noble veronès.

## Senyors de Correggio
- Frogerio vers 1000-1029
- Guido I 1029-1038
- Gherardo I 1038-1080
- Alberto I 1080 -?
- Gherardo II 1080-1109
- Matteo I 1109-1141
- Gherardo III 1141-vers 1160
- Alberto II vers 1160-vers 1200
- Germà ?
- Gherardo IV vers 1160-1203
- Matteo II vers 1200-1221
- Giberto I 1203-?
- Frogerio II 1221-vers 1230
- Gherardo V vers 1230-1257
- Giberto II vers 1230-vers 1250
- Guido III vers 1230-1260
- Matteo III 1257-1290
- Guido II vers 1260-1299
- Jacopino vers 1260-?
- Ungardo ?-1303
- Matteo IV vers 1270-?
- Cavalca vers 1280-?
- Guidotto vers 1290-?
- Bartolomeo vers 1290-?
- Guglielmo I vers 1290
- Guglielmo II vers 1300
- Ettore vers 1300
- Obizzo vers 1300
- Giberto III 1303-1321
- Matteo V vers 1305-1330
- Simone 1321-1344
- Guido 1321-1345
- Gianfrancesco I Cagnolo 1344-1374 (1371 sol)
- Azzo 1321-1367 (de Parma 1341-1345)
- Giovanni 1321-vers 1370
- Giberto IV 1345-1373
- Antonio vers 1370, renuncia vers 1371
- Guido V 1371-1389, confiscat 1389
- Pietro 1373-1410
- Giberto V 1389-1446
- Galasso 1389-1441
- Gherardo VI 1389-1430
- Giberto VI 1430-1457, comte 1452
- Niccolò I ?-1449
- Niccolò II il Postumo 1450-1452
- Manfredo I 1430-1452
- Antonio 1430-1452

## Comtes de Correggio
- Giberto VI 1452-1457 (senyor del 1430 al 1452)
- Manfredo I 1452-1474 (abans senyor)
- Antonio 1452-1474 (abans senyor)
- Niccolò II il Postumo 1452-1508 (abans senyor)
- Giberto VII 1474-1518
- Borso 1474-1503
- Manfredo II 1503-1546
- Gianfrancesco II 1503-1531
- Giangaleazzo 1509-1517
- Gerolamo I 1518-1572
- Giberto VIII 1546-1580
- Camillo 1546-1605
- Fabrizio 1546-1597
- Alessandro I 1752-1591
- Gerolamo II 1591-1612
- Ippolito 1519-1552
- Siro 1605-1631 (+1645)
- Confiscat per l'emperador 1631